# Ciclismo nos Jogos Olímpicos de Verão de 2024 - Keirin masculino
A prova do keirin masculino do ciclismo nos Jogos Olímpicos de Verão de 2024 ocorreu em 10 e 11 de agosto de 2024 no Velódromo de Saint-Quentin-en-Yvelines, em Montigny-le-Bretonneux. Um total de 30 ciclistas de 19 Comitês Olímpicos Nacionais (CON) participaram do evento.

## Qualificação
Cada Comitê Olímpico Nacional (CON) poderia inscrever dois ciclistas no keirin masculino. As vagas são atribuídas ao CON, que seleciona os ciclistas. A qualificação se deu inteiramente através do ranking olímpico da União Ciclística Internacional (UCI) de 2022–24. Os oito primeiros CONs que se qualificaram ao evento de velocidade por equipe também receberam o direito de inscrever dois ciclistas cada na velocidade individual e no keirin. Os CONs que qualificaram um ciclista no ranking da velocidade também poderiam incluí-lo no keirin. Outras sete vagas foram alocadas individualmente por meio do ranking, sendo que cada um dos cinco continentes deveria estar representado.

## Formato
As corridas de keirin envolvem até 6 ciclistas cada no formato olímpico. Os ciclistas seguem uma motocicleta por 3 voltas (750 m); a motocicleta então se afasta e os ciclistas correm por mais 3 voltas. A motocicleta parte a 30 km/h e aumenta a velocidade para 50 km/h antes de se retirar.
A competição consiste em quatro rodadas principais e uma repescagem:
- Primeira fase: cinco baterias de 6 ciclistas cada. Os dois melhores em cada bateria (10 no total) avançam para as quartas de final; todos os outros (20 ciclistas) vão para a repescagem.
- Repescagem: quatro baterias de 5 ciclistas cada. Os dois melhores em cada bateria (8 no total) se juntam aos vencedores da primeira fase nas quartas de final. Os outros 12 ciclistas são eliminados.
- Quartas de final: três baterias de 6 ciclistas cada. Os quatro melhores em cada bateria (12 no total) avançam para as semifinais. Os 6 ciclistas restantes são eliminados.
- Semifinais: duas baterias de 6 ciclistas cada. Os três melhores em cada semifinal (6 no total) avançam para a final A; os 3 últimos ciclistas de cada semifinal vão para a final B, fora da disputa por medalhas.
- Finais: são realizadas duas finais. A final A consiste nos seis melhores ciclistas definindo as medalhas. A final B classifica os próximos 6 ciclistas do 7º ao 12º lugar.

## Calendário
Horário local (UTC+2)
| Data                 | Hora              | Fase                               |
| -------------------- | ----------------- | ---------------------------------- |
| 10 de agosto de 2024 | 17:19 17:50       | Primeira rodada Repescagem         |
| 11 de agosto de 2024 | 11:29 12:29 13:23 | Quartas de final Semifinais Finais |

## Medalhistas
| Ouro   | NED Harrie Lavreysen   |
| Prata  | AUS Matthew Richardson |
| Bronze | AUS Matthew Glaetzer   |

## Resultados

### Primeira rodada
Os dois primeiros de cada bateria avançam para as quartas de final e os restantes para a repescagem.
Bateria 1
| Pos. | Ciclista          | CON               | Intervalo | Notas |
| ---- | ----------------- | ----------------- | --------- | ----- |
| 1    | Matthew Glaetzer  | AUS Austrália     |           | QF    |
| 2    | Jeffrey Hoogland  | NED Países Baixos | +0.011    | QF    |
| 3    | Kaiya Ota         | JPN Japão         | +0.031    | R     |
| 4    | Jaïr Tjon En Fa   | SUR Suriname      | +0.263    | R     |
| 5    | Rayan Helal       | FRA França        | +0.942    | R     |
|      | Azizulhasni Awang | MAS Malásia       | DSQ       |       |

Bateria 2
| Pos. | Ciclista            | CON               | Intervalo | Notas |
| ---- | ------------------- | ----------------- | --------- | ----- |
| 1    | Harrie Lavreysen    | NED Países Baixos |           | QF    |
| 2    | Jack Carlin         | GBR Grã-Bretanha  | +0.361    | QF    |
| 3    | Sébastien Vigier    | FRA França        | +0.535    | R     |
| 4    | Zhou Yu             | CHN China         | +0.819    | R     |
| 5    | Andrey Chugay       | KAZ Cazaquistão   | +1.166    | R     |
| 6    | Maximilian Dörnbach | GER Alemanha      | +1.191    | R     |

Bateria 3
| Pos. | Ciclista           | CON               | Intervalo | Notas |
| ---- | ------------------ | ----------------- | --------- | ----- |
| 1    | Matthew Richardson | AUS Austrália     |           | QF    |
| 2    | Shinji Nakano      | JPN Japão         | +0.119    | QF    |
| 3    | Liu Qi             | CHN China         | +0.157    | R     |
| 4    | Hamish Turnbull    | GBR Grã-Bretanha  | +0.353    | R     |
| 5    | James Hedgcock     | CAN Canadá        | +0.400    | R     |
| 6    | Jean Spies         | RSA África do Sul | +1.506    | R     |

Bateria 4
| Pos. | Ciclista          | CON                   | Intervalo | Notas |
| ---- | ----------------- | --------------------- | --------- | ----- |
| 1    | Mikhail Iakovlev  | ISR Israel            |           | QF    |
| 2    | Kevin Quintero    | COL Colômbia          | +0.330    | QF    |
| 3    | Kwesi Browne      | TTO Trinidad e Tobago | +0.427    | R     |
| 4    | Jai Angsuthasawit | THA Tailândia         | +0.510    | R     |
| 5    | Nick Wammes       | CAN Canadá            | +0.618    | R     |
| 6    | Luca Spiegel      | GER Alemanha          | +0.767    | R     |

Bateria 5
| Pos. | Ciclista                     | CON                   | Intervalo | Notas |
| ---- | ---------------------------- | --------------------- | --------- | ----- |
| 1    | Nicholas Paul                | TTO Trinidad e Tobago |           | QF    |
| 2    | Mateusz Rudyk                | POL Polônia           | +0.023    | QF    |
| 3    | Cristian Ortega              | COL Colômbia          | +0.449    | R     |
| 4    | Sam Dakin                    | NZL Nova Zelândia     | +0.519    | R     |
| 5    | Vasilijus Lendel             | LTU Lituânia          | +3.197    | R     |
| 6    | Muhammad Shah Firdaus Sahrom | MAS Malásia           | REL       | R     |

### Repescagem
Os dois primeiros de cada bateria avançam para as quartas de final; os restantes são eliminados.
Bateria 1
| Pos. | Ciclista            | CON               | Intervalo | Notas |
| ---- | ------------------- | ----------------- | --------- | ----- |
| 1    | Kaiya Ota           | JPN Japão         |           | QF    |
| 2    | Sam Dakin           | NZL Nova Zelândia | +0.143    | QF    |
| 3    | Jai Angsuthasawit   | THA Tailândia     | +0.188    |       |
| 4    | Maximilian Dörnbach | GER Alemanha      | +0.194    |       |
| 5    | Jean Spies          | RSA África do Sul | +0.249    |       |

Bateria 2
| Pos. | Ciclista         | CON              | Intervalo | Notas |
| ---- | ---------------- | ---------------- | --------- | ----- |
| 1    | Hamish Turnbull  | GBR Grã-Bretanha |           | QF    |
| 2    | Luca Spiegel     | GER Alemanha     | +0.069    | QF    |
| 3    | Sébastien Vigier | FRA França       | +0.120    |       |
| 4    | Vasilijus Lendel | LTU Lituânia     | +0.146    |       |
| 5    | Zhou Yu          | CHN China        | REL       |       |

Bateria 3
| Pos. | Ciclista                     | CON          | Intervalo | Notas |
| ---- | ---------------------------- | ------------ | --------- | ----- |
| 1    | Muhammad Shah Firdaus Sahrom | MAS Malásia  |           | QF    |
| 2    | Nick Wammes                  | CAN Canadá   | +0.014    | QF    |
| 3    | Liu Qi                       | CHN China    | +0.121    |       |
| 4    | Jaïr Tjon En Fa              | SUR Suriname | +0.144    |       |
| 5    | Rayan Helal                  | FRA França   | REL       |       |

Bateria 4
| Pos. | Ciclista        | CON                   | Intervalo | Notas |
| ---- | --------------- | --------------------- | --------- | ----- |
| 1    | James Hedgcock  | CAN Canadá            |           | QF    |
| 2    | Cristian Ortega | COL Colômbia          | +0.053    | QF    |
| 3    | Andrey Chugay   | KAZ Cazaquistão       | +0.090    |       |
|      | Kwesi Browne    | TTO Trinidad e Tobago | DNF       |       |

### Quartas de final
Os quatro melhores de cada bateria avançam para as semifinais; os restantes são eliminados.
Bateria 1
| Pos. | Ciclista                     | CON              | Intervalo | Notas |
| ---- | ---------------------------- | ---------------- | --------- | ----- |
| 1    | Jack Carlin                  | GBR Grã-Bretanha |           | SF    |
| 2    | Matthew Glaetzer             | AUS Austrália    | +0.006    | SF    |
| 3    | Muhammad Shah Firdaus Sahrom | MAS Malásia      | +0.051    | SF    |
| 4    | Kaiya Ota                    | JPN Japão        | +0.059    | SF    |
| 5    | Mikhail Iakovlev             | ISR Israel       | +0.215    |       |
| 6    | James Hedgcock               | CAN Canadá       | +0.310    |       |

Bateria 2
| Pos. | Ciclista         | CON                   | Intervalo | Notas |
| ---- | ---------------- | --------------------- | --------- | ----- |
| 1    | Harrie Lavreysen | NED Países Baixos     |           | SF    |
| 2    | Hamish Turnbull  | GBR Grã-Bretanha      | +0.089    | SF    |
| 3    | Cristian Ortega  | COL Colômbia          | +0.138    | SF    |
| 4    | Shinji Nakano    | JPN Japão             | +0.261    | SF    |
| 5    | Nicholas Paul    | TTO Trinidad e Tobago | +0.582    |       |
| 6    | Nick Wammes      | CAN Canadá            | +1.035    |       |

Bateria 3
| Pos. | Ciclista           | CON               | Intervalo | Notas |
| ---- | ------------------ | ----------------- | --------- | ----- |
| 1    | Matthew Richardson | AUS Austrália     |           | SF    |
| 2    | Sam Dakin          | NZL Nova Zelândia | +0.346    | SF    |
| 3    | Mateusz Rudyk      | POL Polônia       | +0.444    | SF    |
| 4    | Luca Spiegel       | GER Alemanha      | +0.491    | SF    |
| 5    | Jeffrey Hoogland   | NED Países Baixos | +0.514    |       |
| 6    | Kevin Quintero     | COL Colômbia      | +0.554    |       |

### Semifinais
Os três primeiros de cada bateria avançam para a final A e os restantes para a final B (fora da disputa por medalhas).
Bateria 1
| Pos. | Ciclista         | CON               | Intervalo | Notas |
| ---- | ---------------- | ----------------- | --------- | ----- |
| 1    | Jack Carlin      | GBR Grã-Bretanha  |           | FA    |
| 2    | Matthew Glaetzer | AUS Austrália     | +0.345    | FA    |
| 3    | Shinji Nakano    | JPN Japão         | +0.364    | FA    |
| 4    | Cristian Ortega  | COL Colômbia      | +0.470    | FB    |
| 5    | Sam Dakin        | NZL Nova Zelândia | +0.644    | FB    |
| 6    | Mateusz Rudyk    | POL Polônia       | +2.528    | FB    |

Bateria 2
| Pos. | Ciclista                     | CON               | Intervalo | Notas |
| ---- | ---------------------------- | ----------------- | --------- | ----- |
| 1    | Matthew Richardson           | AUS Austrália     | +0.582    | FA    |
| 2    | Harrie Lavreysen             | NED Países Baixos | +0.234    | FA    |
| 3    | Muhammad Shah Firdaus Sahrom | MAS Malásia       | +0.437    | FA    |
|      | Hamish Turnbull              | GBR Grã-Bretanha  | DNF       | FB    |
|      | Luca Spiegel                 | GER Alemanha      | DNF       | FB    |
|      | Kaiya Ota                    | JPN Japão         | DSQ       |       |

### Finais
Na final A são decididos os medalhistas e na final B as classificações finais do sétimo ao décimo segundo lugar.
Final B
| Pos. | Ciclista        | CON               | Intervalo | Notas |
| ---- | --------------- | ----------------- | --------- | ----- |
| 7    | Cristian Ortega | COL Colômbia      |           |       |
| 8    | Sam Dakin       | NZL Nova Zelândia | +0.015    |       |
| 9    | Luca Spiegel    | GER Alemanha      | +0.147    |       |
| 10   | Mateusz Rudyk   | POL Polônia       | +0.248    |       |
|      | Hamish Turnbull | GBR Grã-Bretanha  | DNS       |       |

Final A
| Pos.              | Ciclista                     | CON               | Intervalo | Notas |
| ----------------- | ---------------------------- | ----------------- | --------- | ----- |
| Medalha de ouro   | Harrie Lavreysen             | NED Países Baixos |           |       |
| Medalha de prata  | Matthew Richardson           | AUS Austrália     | +0.056    |       |
| Medalha de bronze | Matthew Glaetzer             | AUS Austrália     | +0.881    |       |
|                   | Jack Carlin                  | GBR Grã-Bretanha  | DNF       |       |
|                   | Shinji Nakano                | JPN Japão         | DNF       |       |
|                   | Muhammad Shah Firdaus Sahrom | MAS Malásia       | REL       |       |